# Kota Agung (Air Besi)
Kota Agung is een bestuurslaag in het regentschap Bengkulu Utara van de provincie Bengkulu, Indonesië. Kota Agung telt 1301 inwoners (volkstelling 2010).